# Tabaré Larre Borges Gallarreta
Tabaré Larre Borges Gallarreta   (Montevideo, 6 de gener de 1922) fou un jugador de bàsquet uruguaià que va competir durant la dècada de 1950. El 1952 va prendre part en els Jocs Olímpics d'Estiu de Hèlsinki, on guanyà la medalla de bronze en la competició de bàsquet.